# Toro Rosso STR7
Der Toro Rosso STR7 ist der siebte Formel-1-Rennwagen der Scuderia Toro Rosso. Er wurde in der Formel-1-Saison 2012 eingesetzt, Motorenlieferant ist Ferrari. Am 6. Februar 2012 wurde er auf dem Circuito de Jerez der Öffentlichkeit vorgestellt.

## Technik und Entwicklung
Der Toro Rosso STR7 ist das Nachfolgemodell des Toro Rosso STR6. Eine Auffälligkeit des Autos sind „Höcker“ im Bereich der Vorderradaufhängung. Die Frontpartie in der Version bei der Präsentation war jedoch anders als bei den anderen Teams. Vom Team wurde bereits bei der Vorstellung eine Überarbeitung der Front angekündigt. Weitere Veränderungen zum Vorjahresmodell wurden an der Heckpartie vorgenommen. Der Toro Rosso STR7 wurde unter der Leitung des Technikchefs Giorgio Ascanelli entwickelt.
Der Motor, ein 2,4 Liter-V8-Motor mit der Bezeichnung Typ 056 stammt von Ferrari. Die Reifen werden wie bei allen anderen Teams auch von Pirelli bereitgestellt.

## Lackierung und Sponsoring
Der Toro Rosso STR7 ist in dunkelblauer Grundfarbe lackiert. Bedingt durch die Sponsorenlogos von Cepsa und Red Bull besitzt der STR7 rote Farbakzente. Cepsa wirbt auf dem Heckflügel, Red Bull auf der Motorenabdeckung und den Seitenkästen. Weitere Großsponsoren sind NOVA Chemicals und Falcon.

## Fahrer
Der Rennstall wechselte sein Fahrerduo. Daniel Ricciardo und Jean-Éric Vergne, die beide schon längere Zeit von Toro-Rosso-Besitzer Red Bull gefördert werden, erhielten die Cockpits. Ricciardo war bereits 2011 für HRT in der Formel 1 aktiv. Vergne wird sein Formel-1-Debüt geben. Beide Fahrer starteten im Vorjahr in der Formel Renault 3.5. Vergne wurde dort für Carlin startend Vizemeister, Ricciardo, der zu zwei Veranstaltungen nicht antrat, wurde als ISR-Pilot Fünfter.

## Ergebnisse
| Fahrer               | Nr.                  | 1  | 2  | 3  | 4  | 5  | 6   | 7  | 8   | 9  | 10 | 11 | 12 | 13  | 14  | 15 | 16 | 17 | 18 | 19  | 20 | Punkte | Rang |
| -------------------- | -------------------- | -- | -- | -- | -- | -- | --- | -- | --- | -- | -- | -- | -- | --- | --- | -- | -- | -- | -- | --- | -- | ------ | ---- |
| Formel-1-Saison 2012 | Formel-1-Saison 2012 |    |    |    |    |    |     |    |     |    |    |    |    |     |     |    |    |    |    |     |    | 26     | 9.   |
| D. Ricciardo         | 16                   | 9  | 12 | 17 | 15 | 13 | DNF | 14 | 11  | 13 | 13 | 15 | 9  | 12  | 9   | 10 | 9  | 13 | 10 | 12  | 13 | 26     | 9.   |
| J. Vergne            | 17                   | 11 | 8  | 16 | 14 | 12 | 12  | 15 | DNF | 14 | 14 | 16 | 8  | DNF | DNF | 13 | 8  | 15 | 12 | DNF | 8  | 26     | 9.   |

| Legende  | Legende            | Legende                                                          |
| Farbe    | Abkürzung          | Bedeutung                                                        |
| -------- | ------------------ | ---------------------------------------------------------------- |
| Gold     | –                  | Sieg                                                             |
| Silber   | –                  | 2. Platz                                                         |
| Bronze   | –                  | 3. Platz                                                         |
| Grün     | –                  | Platzierung in den Punkten                                       |
| Blau     | –                  | Klassifiziert außerhalb der Punkteränge                          |
| Violett  | DNF                | Rennen nicht beendet (did not finish)                            |
| Violett  | NC                 | nicht klassifiziert (not classified)                             |
| Rot      | DNQ                | nicht qualifiziert (did not qualify)                             |
| Rot      | DNPQ               | in Vorqualifikation gescheitert (did not pre-qualify)            |
| Schwarz  | DSQ                | disqualifiziert (disqualified)                                   |
| Weiß     | DNS                | nicht am Start (did not start)                                   |
| Weiß     | WD                 | zurückgezogen (withdrawn)                                        |
| Hellblau | PO                 | nur am Training teilgenommen (practiced only)                    |
| Hellblau | TD                 | Freitags-Testfahrer (test driver)                                |
| ohne     | DNP                | nicht am Training teilgenommen (did not practice)                |
| ohne     | INJ                | verletzt oder krank (injured)                                    |
| ohne     | EX                 | ausgeschlossen (excluded)                                        |
| ohne     | DNA                | nicht erschienen (did not arrive)                                |
| ohne     | C                  | Rennen abgesagt (cancelled)                                      |
| ohne     | keine WM-Teilnahme |                                                                  |
| sonstige | P/fett             | Pole-Position                                                    |
| sonstige | 1/2/3/4/5/6/7/8    | Punktplatzierung im Sprint-/Qualifikationsrennen                 |
| sonstige | SR/kursiv          | Schnellste Rennrunde                                             |
| sonstige | *                  | nicht im Ziel, aufgrund der zurückgelegten Distanz aber gewertet |
| sonstige | ()                 | Streichresultate                                                 |
| sonstige | unterstrichen      | Führender in der Gesamtwertung                                   |